# Hochkirch
Hochkirch (hornolužickosrbsky Bukecy) je obec v německé spolkové zemi Sasko. Nachází se v zemském okrese Budyšín v Horní Lužici a má přibližně 2 200 obyvatel.

## Geografie
Obec Hochkirch se nachází v jihovýchodní části zemského okresu Bydušín, asi 10 kilometrů východně od Budyšína. Na východě obec sousedí s městem Löbau, na jihu s obcí Cunewalde, na západě s obcí Kubschütz a na severu s městem Weißenberg. Na území obce se nachází hora Czorneboh, druhá nejvyšší hora zemského okresu Budyšín.

## Historie
Obec byla poprvé zmíněna v roce 1222 pod svým lužickosrbským názvem Bukewiz. Německý název obce (poprvé zmíněn v roce 1368) odkazuje na kostel, který byl postaven na nejvýše položeném místě v obci a je viditelný z dálky, zatímco lužickosrbský název je odvozen od slova buk (česky buk).
Místo se stalo známým díky „nájezdu na Hochkirch“ v sedmileté válce, kterým Rakušané pod vedením hraběte Dauna porazili 14. října 1758 Prusy pod vedením Fridricha II. Během velké vlny emigrace v polovině 19. století se také mnoho lužickosrbských rodin vydalo z měst kolem Hochkirchu do „nových světů“ Austrálie a Texasu. V roce 1853 založily čtyři lužickosrbské a jedna německá rodina město „Bukecy“ a později „Hochkirch“ v australském státě Victoria, které bylo v roce 1918 přejmenováno na Tarrington.